# Арбон Герман Германович
Герман Германович Арбон (30 травня 1898, місто Ревель, тепер Таллінн, Естонія —  розстріляний 2 червня 1942, місто Таллінн, тепер Естонія) — радянський естонський діяч, секретар ЦК КП(б) Естонії, голова Центральної ради профспілок Естонської РСР. Член Бюро ЦК КП Естонії в 1941 році. Депутат і член Президії тимчасової Верховної ради Естонської РСР (1940—1941). Депутат Верховної Ради СРСР 1-го скликання (в 1941 році).

## Життєпис
Народився в родині бідного робітника-муляра. Освіти не здобув. Читати та писати навчився самостійно. З восьмирічного віку продавав газети. У 1910—1914 роках був учнем маляра. У 1914—1915 роках працював маляром на Ревельському вагоноремонтному заводі «Двигуни». За антиурядові виступи був звільнений і на місяць ув'язнений до в'язниці «Товста Маргарита» в Ревелі. Пізніше працював учнем слюсаря і слюсарем у Ревельському порту.
У 1917 році був мобілізований до російської армії. Учасник Лютневої революції 1918 року у місті Гдові. Влітку 1917 року переведений в 1-й Естонський полк, що формувався, і в жовтні 1917 року направлений до Таллінна.
Під час німецької окупації Естонії на початку 1918 року повернувся до Росії, проте відразу ж вирушив назад на батьківщину. Німецька окупаційна влада протягом деякого часу утримувала його в таборі військовополонених. 17 грудня 1918 року взяв участь в організації демонстрації в Таллінні, за що був заарештований і зазнав судового переслідування за антивоєнні виступи. 30 грудня 1918 року військовий суд засудив його до 15 років каторжних робіт. У липні 1919 року Арбон був звільнений за амністією. З 1919 року працював у військово-автомобільній майстерні в Таллінні. У 1920—1923 роках — комірник військово-технічної школи.
У 1920 році вступив до «Союзу молодих пролетарів» Естонії. З 1922 року — активіст робітничого руху Естонії та член Комуністичної партії Естонії. У 1922 році також вступив до Естонської робітничої партії, очолював відділ у справах молоді та входив до складу Талліннського комітету партії.
З 1923 року працював чорноробом у Талліннській гавані. Був членом правління профспілки металістів та членом правління товариства тверезості «Валвая». У 1923 році обраний членом Талліннської міської думи за списком «Єдиного фронту робітників».
21 січня 1924 року був заарештований поліцією. На «Процесі 149 комуністів» 10 листопада 1924 року засуджений до довічної каторги. 7 травня 1938 року звільнений із каторги за загальною амністією.
З 1938 по 1939 рік — чорнороб на асфальтних роботах. З 1939 по 1940 рік працював двірником у Талліннській касі хворих (лікарняній касі).
З 1938 по 4 липня 1940 року — член Нелегального бюро Комуністичної партії Естонії.  Підтримував окупацію Естонії радянськими військами. З червня по вересень 1940 року — секретар Центральної ради професійних спілок Естонії.
26 вересня 1940 — березень 1941 року — голова Центральної ради професійних спілок Естонської РСР.
24 березня 1941 — 1942 року — секретар ЦК КП(б) Естонії із промисловості.
На початку німецько-радянської війни, з 23 липня 1941 року входив до складу республіканського штабу з керівництва партизанським рухом в Естонії. У травні 1942 року німецька окупаційна влада заарештувала Арбона і звинуватила його в комуністичній діяльності та організації радянського партизанського руху на території Естонії. 2 червня 1942 року розстріляний в Таллінні.